# Hightail
Hightail, ehemals YouSendIt, ist ein Cloud-Dienst, mit dem Benutzer Dateien senden, empfangen, digital signieren und synchronisieren können. YouSendIt.com und YouSendIt Inc. wurden im Jahr 2004 gegründet; das Unternehmen wurde 2013 in Hightail umbenannt.
Zu Beginn konzentrierte sich das Unternehmen darauf, Benutzern beim Senden von Dateien zu helfen, die zu groß für E-Mail Anhänge waren. Im Jahr 2007 begann es, Funktionen und Plug-ins für Unternehmen hinzuzufügen. Der Service wuchs schnell, und die Firma beschaffte zwischen 2005 und 2010 49 Millionen Dollar an Finanzmitteln. Der Service kann über das Internet, einen Desktop-Client, mobile Geräte oder mit einem Hightail-Plugin aus Geschäftsanwendungen heraus genutzt werden.
Im Mai 2015 brachte das Unternehmen Hightail Spaces auf den Markt, die kreative Fachkräfte von der Konzeption einer Idee bis hin zur Umsetzung fördern sollen.
Im Jahr 2018 wurde Hightail von dem kanadischen Softwareunternehmen OpenText übernommen.

## Geschichte
Hightail wurde 2004 von drei Mitbegründern als YouSendIt Inc. gegründet: Ranjith Kumaram, Amir Shaikh und Khalid Shaikh.
In den Anfangsjahren kümmerte sich Amir um Werbeeinnahmen, Jimmy Vienneau um die Geschäftsentwicklung, Francis Wu entwarf das Grafikdesign einschließlich des Logos, während Kumaran sich auf die Benutzererfahrung konzentrierte und Khalid technische Arbeit leistete. Im Mai 2004 hatte das Unternehmen 300.000 Benutzer und wuchs jeden Monat um circa 30 Prozent. Im September dieses Jahres investierte die Firma Cambrian Ventures 250.000 Dollar.
Zunächst wurde YouSendIt hauptsächlich zum Versenden großer Dateien wie Fotos oder Audiodateien verwendet, die für die damals von den E-Mail-Anbietern festgelegten Dateigrößenbeschränkungen zu groß waren.
Im August 2005 wurden Mittel in Höhe von 5 Millionen US-Dollar aufgebracht. Danach gab es einen Streit zwischen den Gründern – innerhalb weniger Jahre verließen Khalid und Amir Shaikh das Unternehmen, während Kumaran weiterhin im Produktmanagement und Marketing tätig war.
2011 bekannte sich Sheikh schuldig, zwischen Dezember 2008 und Juni 2009 Denial of Service (DoS) Angriffe auf die Website des YouSendIt-Service durchgeführt zu haben.
Ivan Koon übernahm das Amt des CEO, und YouSendIt brachte kurze Zeit später insgesamt 49 Millionen Dollar auf. YouSendIt wuchs und erreichte bis März 2009 100.000 zahlende und 8,5 Millionen registrierte Nutzer.
Im Januar 2011 erwarb YouSendIt Inc. einen Entwickler von Microsoft Outlook für Add-ons, namens Attassa, und einen iPhone-App-Entwickler, namens Zosh.
Im Mai 2012 wurde mit Brad Garlinghouse ein ehemaliger Geschäftsführer von AOL und Yahoo zum CEO ernannt. Er richtete das Unternehmen neu auf die gemeinsame Nutzung von Dateien und den Fernzugriff auf Dokumente aus, in Konkurrenz zu Dropbox Inc. und Box Inc.
Im Januar 2013 erwarb YouSendIt "Found Software", ein Unternehmen, das die Anwendung Found für Mac entwickelt, die nach Dateien auf Macintosh-Computern und in verbundenen Netzwerken sucht.
Im Juli desselben Jahres kündigte YouSendIt seine Umfirmierung in Hightail an, um seinen Schritt über die Dateifreigabe hinaus in Richtung File-Collaboration-Dienste zu verdeutlichen. Außerdem wurden neue mobile Anwendungen für iOS- und Windows-Geräte eingeführt, sowie eine unbegrenzte Speicheroption.
Im September 2013 erwarb Hightail adeptCloud, einen sicherheitsorientierten File-Sharing-Service für das Hosting von Dateien innerhalb einer Firmen-Firewall. Im November beschaffte Hightail zusätzliche Mittel in Höhe von 34 Millionen Dollar.
Brad Garlinghouse trat im September 2014 als CEO zurück, angeblich aufgrund von Meinungsverschiedenheiten mit dem Vorstand. Er wurde durch den Mitbegründer Ranjith Kumaran ersetzt.
Im Februar 2018 wurde Hightail von OpenText übernommen. Im März 2018 zogen die Mitarbeiter von Hightail in die Büros von OpenText in San Mateo, Kalifornien, um, und das Büro in Campbell wurde aufgelöst.

## Produkte und Anwendungen
Benutzer des Hightail-Dienstes laden eine Datei auf die Server von Hightail hoch, und die Empfänger erhalten einen Link, über den die Datei heruntergeladen werden kann. Die Benutzer können Dateien auch in einem Online-Ordnersystem verwalten oder Desktop-Ordner erstellen, die auf den Online-Speicher zugreifen.
Zusätzlich zu Hightail.com kann der Dienst von Desktop-Anwendungen für Windows und MacOS oder von mobilen Anwendungen für iOS- und Android-Geräte genutzt werden.
Es existieren auch Plugins für Geschäftsanwendungen wie Microsoft Outlook und Yahoo! Mail, mit denen Benutzer Dateien aus der Anwendung heraus versenden können. Dokumente können mit Hightail mit Hilfe einer Maus oder eines Touchscreens digital signiert werden. Der Dienst verfügt über eine Pay-per-Use-Sicherheitsfunktion, und über Hightail gesendete Dateien werden während der Übertragung und bei der Speicherung auf einzelnen Geräten oder Servern verschlüsselt.
Die Consumer-Version wird auf Freemium-Basis verkauft, während ein Business-Produkt als YouSendIt for Business verkauft wird, das ursprünglich als Workstream veröffentlicht wurde. YouSendIt for Business lässt sich in Active Directory und Microsoft Sharepoint integrieren. Die Business-Version verfügt über zusätzliche Funktionen für den Einsatz in Unternehmen, wie z. B. das Löschen von Daten per Fernzugriff auf mobilen Geräten, Service Level Agreements und Kontrollen für Compliance-Anforderungen wie HIPAA und PCI.
Im Jahr 2013 hatte das Unternehmen mehr als 40 Millionen registrierte Nutzer in etwa 200 Ländern. Die meisten nutzen den kostenlosen Service für 2 GB Speicherplatz, während eine halbe Million Benutzer für unbegrenzten Speicherplatz und zusätzliche Funktionen bezahlten.
Im Jahr 2020 existierten auch mobile App Anwendungen namens Hightail im iOS App Store sowie für Android im Google Play Store.

## Rezeptionen
Das PC Magazine bewertete den Dienst im Jahr 2013 mit 4/5. Der Rezensent, Jeffrey Wilson, fand die Anwendung einfach zu bedienen und verwies auf die Funktionen der digitalen Signatur und des Cloud-Speichers. Wilson berichtete von Problemen beim Versuch, die digitale Signierfunktion bei senkrecht gehaltenem Telefon zu verwenden, und es kam gelegentlich zu Abstürzen. TopTenReviews bewertete den Dienst mit 9,5 von 10 Punkten. TopTenReviews lobte das Produkt für unbegrenzte Downloads und Zugänglichkeit von einem Desktop, Laptop oder einem anderen mobilen Gerät aus. In Benchmark-Tests benötigte der Dienst sieben Minuten zum Hochladen einer 30 MB großen Datei, verglichen mit einem Branchendurchschnitt von sechs Minuten.
Laut einem Bericht im Jahr 2012 der Small Business Trends ist "wahrscheinlich eine der leistungsstärksten Funktionen die Möglichkeit, digitale Dokumente zu unterzeichnen". In einer Rezension in About.com hieß es, der Dienst sei einfach zu bedienen und verwies auf seine Funktionen für den Passwortschutz, die Dateiverfolgung und das Interface-Branding, wies aber auch darauf hin, dass Benutzer sich nicht selbst auf Dateien kopieren können, die über die Anwendung Hightail Outlook gesendet werden. Ein Rezensent von MacLife mochte im Jahr 2012 die Synchronisierungs- und Kollaborationstools, hatte jedoch einige Beschwerden über eine "klobige" Benutzeroberfläche.
In Bezug auf das "for Business"-Produkt gab PC Advisor an, dass Dropbox besser angepasst werden könne, während YouSendIt den Vorteil der Integration mit Sharepoint und Active Directory für Unternehmensumgebungen habe.